# Zoltan Bajkai
Zoltan Bajkai, född 12 juni 1977, är en svensk skådespelare.

## Filmografi
- 2001 – Livvakterna
- 2002 – Knight Watchmen
- 2005 – Soldier 7 (kortfilm)
- 2005 – Halva sanningen
- 2006 – När mörkret faller
- 2008 – Irene Huss – Guldkalven
- 2009 – Johan Falk – Vapenbröder
- 2010 – Kommissarie Winter (TV-serie)
- 2012 – Blondie